# Palau d'Esports José María Martín Carpena
El Palau d'Esports José María Martín Carpena és el pavelló poliesportiu més gran d'Andalusia i un dels més grans d'Espanya, en l'actualitat té una capacitat d'11.300 localitats. Anteriorment conegut com a Palacio de los Deportes Ciudad de Málaga, va canviar de nom en honor de José María Martín Carpena, regidor del Partit Popular a l'Ajuntament de Màlaga, assassinat l'any 2000 per la banda terrorista ETA.
Originalment tenia una capacitat de 9.743 espectadors i una superfície d'aproximadament 22.000 metres quadrats. El 2007 es va plantejar un projecte par ampliar el recinte a una quantitat propera als 17.000 espectadores a causa de la gran demanda de localitats i abonaments per part dels aficionats del Unicaja Málaga. Finalment el projecte es va aprovar per a ampliar la capacitat fins a 13.000 espectadors. El projecte d'ampliació es troba en la seva primera fase.